# Прироські луки
Приро́ські лу́ки — ботанічний заказник місцевого значення у  Черкаському районі Черкаської області.

## Опис
Заказник площею 25 га розташовано біля с. Тубільці в урочищах «Лузувате», «Плашеня», «Безева».
Як об'єкт природно-заповідного фонду створено рішенням Черкаського облвиконкому від 28.11.1979 р. № 597. Землекористувач або землевласник, у віданні якого перебуває заповідний об'єкт — СТОВ ім. Мічуріна.
На території заказника цінна ділянка луків з рідкісними рослинами, що занесені до Червоної книги України — плодоріжка салепова і зозульки м'ясо-червоні.

## Галерея

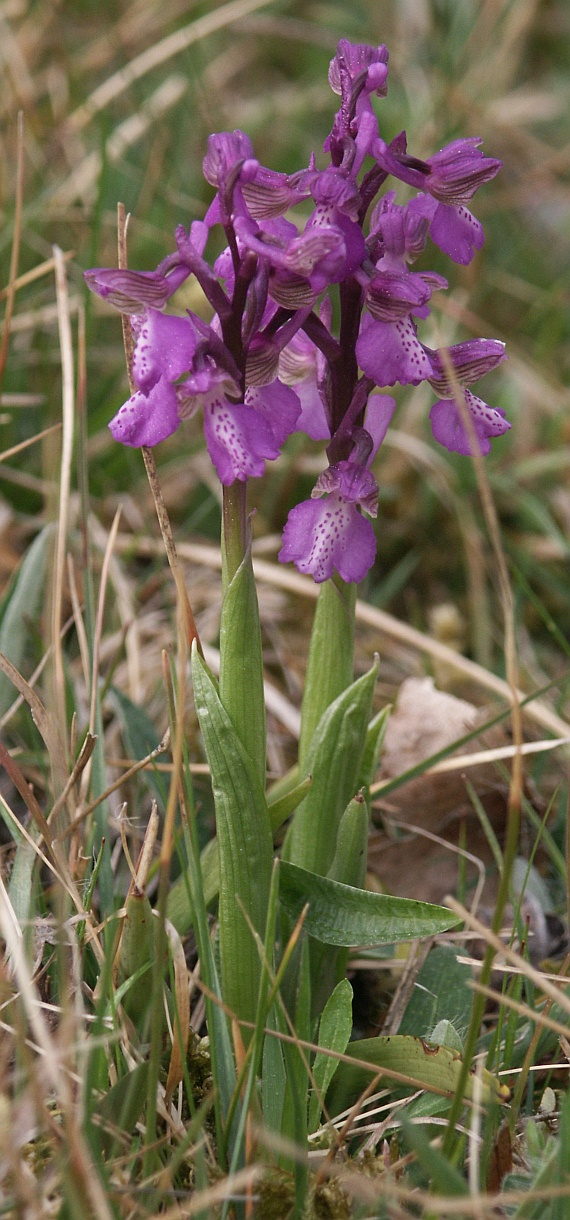
Плодоріжка салепова
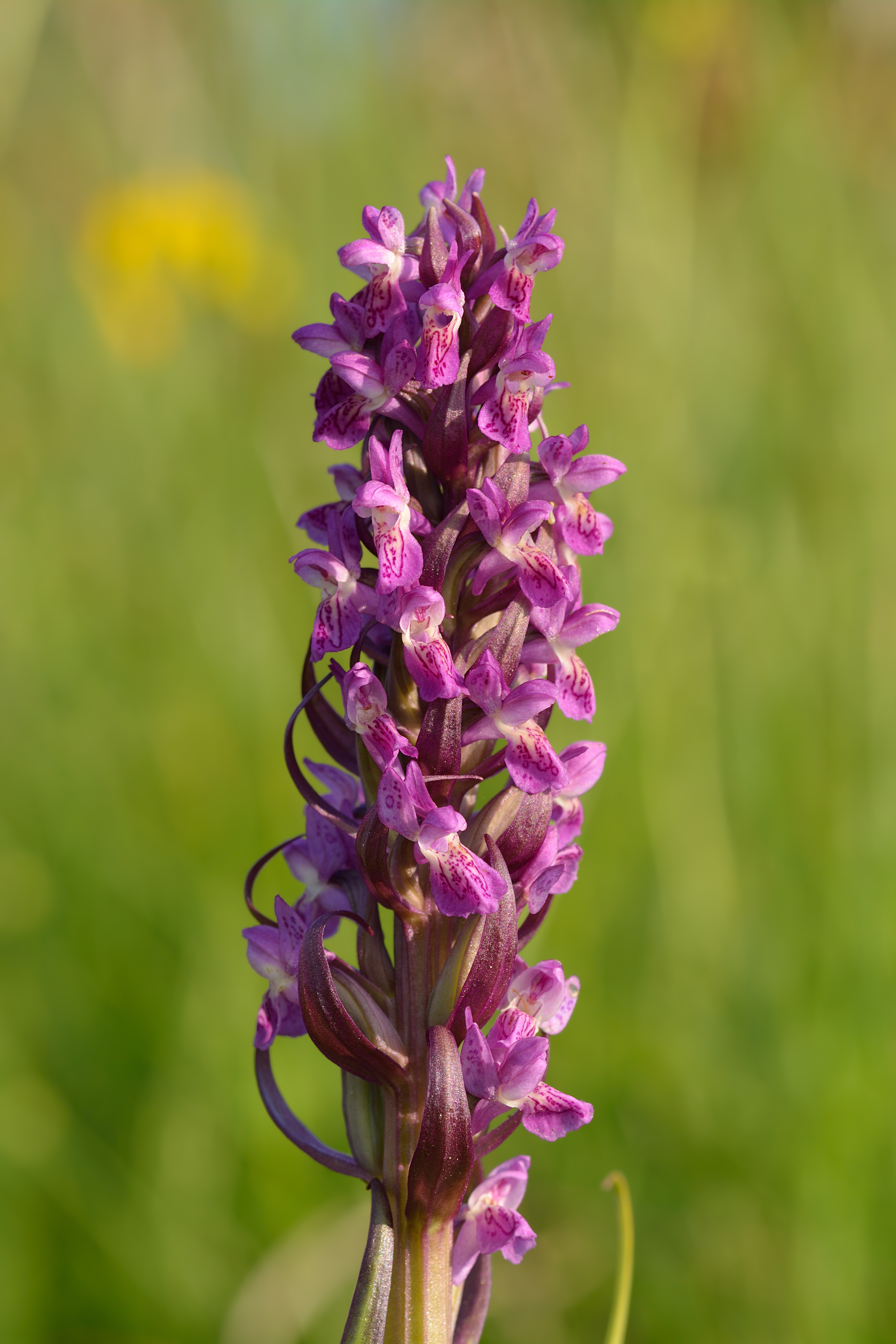
Зозульки м'ясо-червоні